# Anaplectella maculata
Anaplectella maculata är en kackerlacksart som först beskrevs av Robert Walter Campbell Shelford 1906.  Anaplectella maculata ingår i släktet Anaplectella och familjen småkackerlackor.
Artens utbredningsområde är Sri Lanka. Inga underarter finns listade i Catalogue of Life.